# A Game of Thrones: Genesis
 Game of Thrones: Genesis — це стратегічна відеогра, розроблена французькою компанією «Cyanide Studio» та опублікована компанією «Focus Home Interactive», випущена виключно для Microsoft Windows 28 вересня 2011 року в Північній Америці (лише на сервісі Steam), 29 вересня 2011 року в Європі та 13 жовтня 2011 року в Австралії.

## Сюжет
Гра є адаптацією серії романів «Пісня льоду й полум'я» Джорджа Р. Р. Мартіна і стала першою подібною адаптацією відеоігор. Гра відбувається протягом понад 1000 років на вигаданому континенті під назвою Вестерос, починаючи з приходу короля Ройнара на чолі з королевою-воїном Німерією. Гра оповідає про історію Семи Королівств з моменту висадки ройнарів в Дорні і до протистояння короля Ейеріса II Таргарієна з Робертом Баратеоном.

## Ігровий процес
Ігровий процес фокусується на захопленні вузлів — замків, міст та золотих копалень — з персонажами. Акцент гри побудований на принципі популярної дитячої гри зроблений на камінь-ножиці-папір, більше приділяється увага «закулісним іграм» і таємній дипломатії, а не грубій силі, яка притаманна більшості традиційних стратегій в реальному часі. В грі використовуються такі юніти, як бандити, шпигуни і наймані вбивці.
Велика карта гри розділена на ділянки, кожна з яких контролюється певною спорудою — містом, фортецею, шахтою або септою (церквою). При захопленні стратегічної точки ділянки гравець приєднує її до свого королівства, отримуючи бонус до прибутку. Мета гри — завоювати Залізний трон, і це можна зробити, накопичивши достатню кількість «престижу» в грі.
У кожному будинку є спеціальні підрозділи та здібності. В Домі Старків є, наприклад, лютововки, а в Домі Баратеонів — елітні лучники.
В A Game of Thrones: Genesis є два режими гри: битва і кампанія. У грі є чотири основні напрями розвитку — дипломатія, військова справа, економіка і скритність.

## Рецензії
| Агрегатор  | Оцінка |
| ---------- | ------ |
| Metacritic | 53/100 |

| Видання                    | Оцінка  |
| -------------------------- | ------- |
| Destructoid                | 4.5/10  |
| Eurogamer                  | 5/10    |
| Game Informer              | 6.75/10 |
| GamePro                    | [ 10 ]  |
| GamesMaster                | 59 %    |
| GameSpot                   | 5/10    |
| GameSpy                    | [ 13 ]  |
| GameTrailers               | 4.9/10  |
| IGN                        | 6/10    |
| Joystiq                    | [ 16 ]  |
| PC Gamer (Велика Британія) | 62 %    |
| PC PowerPlay               | 3/10    |

A Game of Thrones: Genesis отримала «змішані» відгуки згідно з вебсайтом агрегації рецензій Metacritic.